# Distretto di Yucheng
Il distretto di Yucheng (雨城区S, YǔchéngP) è un distretto della Cina, situato nella provincia di Sichuan e amministrato dalla prefettura di Ya'an.